# Симоненко, Наталья Сергеевна
Наталья Сергеевна Симоненко (в девичестве — Воробьёва; род. 31 мая 1988 года, Железногорск) — российская волейболистка, диагональная нападающая.

## Биография
Родилась 31 мая 1988 года в Железногорске. В 2005 году окончила железногорскую среднюю школу № 100.
Начала заниматься волейболом в 14 лет. Первым тренером был С. Д. Железняков. С 2004 по 2012 год Наталья выступала за молодёжный и основной состав клуба «Самородок». С 2012 по 2015 год играла за «Енисей».
Замужем. В 2015 году родила сына, а затем на 2 сезона сделала перерыв в карьере.
В 2017 году вернулась в «Енисей». В декабре 2018 года перешла в команду «Приморочка» и играла в ней до конца сезона.

## Достижения

### С клубами
- Двукратный серебряный призёр Кубка России (2017, 2018)